# Schweizer Alpine Skimeisterschaften 2017
Die Schweizer Alpinen Skimeisterschaften 2017 fanden vom 4. bis 9. April in Davos im Kanton Graubünden statt. Die Rennen wurden auf den Pisten «Nord» und «Usser Isch» am Jakobshorn ausgetragen. Erstmals auf dem Programm stand ein Teamwettbewerb (Parallelslalom).

## Herren

### Abfahrt
| Platz | Name                       | Zeit        |
| ----- | -------------------------- | ----------- |
| 01    | Christopher Neumayer (AUT) | 1:09,18 min |
| 02    | Beat Feuz                  | 1:09,40 min |
| 03    | Niels Hintermann           | 1:09,44 min |
| 04    | Mauro Caviezel             | 1:09,59 min |
| 05    | Otmar Striedinger (AUT)    | 1:09,65 min |
| 06    | Ralph Weber                | 1:09,71 min |
| 07    | Lars Rösti                 | 1:09,83 min |
| 07    | Marc Pfister               | 1:09,83 min |
| 09    | Gino Caviezel              | 1:09,87 min |
| 10    | Gilles Roulin              | 1:09,97 min |

Datum: 5. April 2017
Das Rennen war ursprünglich am 4. April vorgesehen, musste aber wegen dichten Nebels um einen Tag verschoben werden.

### Super-G
| Platz | Name                    | Zeit        |
| ----- | ----------------------- | ----------- |
| 01    | Mauro Caviezel          | 1:15,10 min |
| 02    | Guglielmo Bosca (ITA)   | 1:15,38 min |
| 03    | Stefan Rogentin         | 1:15,40 min |
| 04    | Gilles Roulin           | 1:15,46 min |
| 05    | Ralph Weber             | 1:15,56 min |
| 05    | Niels Hintermann        | 1:15,56 min |
| 07    | Semyel Bissig           | 1:15,74 min |
| 08    | Loïc Meillard           | 1:15,77 min |
| 09    | Matteo De Vettori (ITA) | 1:15,80 min |
| 10    | Emanuele Buzzi (ITA)    | 1:15,85 min |

Datum: 7. April 2017

### Riesenslalom
| Platz | Name                  | Zeit        |
| ----- | --------------------- | ----------- |
| 01    | Gino Caviezel         | 1:43,91 min |
| 02    | Justin Murisier       | 1:44,10 min |
| 03    | Loïc Meillard         | 1:44,17 min |
| 04    | Sandro Jenal          | 1:44,22 min |
| 05    | Daniel Meier (AUT)    | 1:44,23 min |
| 05    | Alex Zingerle (ITA)   | 1:44,23 min |
| 07    | Gilles Roulin         | 1:44,24 min |
| 08    | Andrea Ballerin (ITA) | 1:44,27 min |
| 08    | Hannes Zingerle (ITA) | 1:44,27 min |
| 10    | Cédric Noger          | 1:44,30 min |

Datum: 8. April 2017

### Slalom
| Platz | Name                 | Zeit        |
| ----- | -------------------- | ----------- |
| 01    | Luca Aerni           | 1:24,03 min |
| 02    | Reto Schmidiger      | 1:24,21 min |
| 03    | Marc Rochat          | 1:24,33 min |
| 04    | Istok Rodeš (CRO)    | 1:24,47 min |
| 05    | Anthony Bonvin       | 1:24,63 min |
| 06    | Marco Tumler         | 1:24,64 min |
| 07    | Daniel Yule          | 1:24,82 min |
| 08    | Dominik Stehle (GER) | 1:24,85 min |
| 09    | Marco Reymond        | 1:25,15 min |
| 10    | Philipp Schmid (GER) | 1:25,20 min |

Datum: 9. April 2017

### Kombination
| Platz | Name                    | Zeit        |
| ----- | ----------------------- | ----------- |
| 01    | Luca Aerni              | 1:59,51 min |
| 02    | Stefan Rogentin         | 1:59,92 min |
| 03    | Loic Meillard           | 1:59,97 min |
| 04    | Justin Murisier         | 2:00,35 min |
| 05    | Gino Caviezel           | 2:00,36 min |
| 06    | Ralph Weber             | 2:00,71 min |
| 07    | Gilles Roulin           | 2:00,81 min |
| 08    | Matteo De Vettori (ITA) | 2:01,05 min |
| 09    | Amaury Genoud           | 2:01,53 min |
| 10    | Emanuele Buzzi (ITA)    | 2:01,68 min |

Datum: 7. April 2017

## Damen

### Abfahrt
| Platz | Name               | Zeit        |
| ----- | ------------------ | ----------- |
| 01    | Corinne Suter      | 1:12,11 min |
| 02    | Priska Nufer       | 1:13,12 min |
| 03    | Nathalie Gröbli    | 1:13,43 min |
| 04    | Katja Grossmann    | 1:13,47 min |
| 05    | Jasmina Suter      | 1:13,62 min |
| 06    | Natalie Hauswirth  | 1:14,03 min |
| 07    | Denise Feierabend  | 1:14,05 min |
| 08    | Nina Ortlieb (AUT) | 1:14,06 min |
| 09    | Jasmine Flury      | 1:14,18 min |
| 10    | Nicole Good        | 1:14,26 min |

Datum: 6. April 2017
Das Rennen war ursprünglich am 4. April vorgesehen, musste aber wegen dichten Nebels zweimal um je einen Tag verschoben werden.

### Super-G
| Platz | Name                  | Zeit        |
| ----- | --------------------- | ----------- |
| 01    | Corinne Suter         | 1:16,76 min |
| 02    | Jasmine Flury         | 1:17,17 min |
| 03    | Sabrina Maier (AUT)   | 1:17,46 min |
| 04    | Tamara Tippler (AUT)  | 1:17,66 min |
| 05    | Michaela Heider (AUT) | 1:17,84 min |
| 06    | Mélanie Meillard      | 1:17,97 min |
| 07    | Priska Nufer          | 1:18,16 min |
| 08    | Wendy Holdener        | 1:18,24 min |
| 09    | Nina Ortlieb (AUT)    | 1:18,34 min |
| 10    | Katja Grossmann       | 1:18,53 min |

Datum: 7. April 2017

### Riesenslalom
| Platz | Name                        | Zeit        |
| ----- | --------------------------- | ----------- |
| 01    | Mélanie Meillard            | 1:44,86 min |
| 02    | Simone Wild                 | 1:46,00 min |
| 03    | Camille Rast                | 1:46,68 min |
| 04    | Jasmina Suter               | 1:46,84 min |
| 05    | Wendy Holdener              | 1:47,75 min |
| 06    | Katharina Liensberger (AUT) | 1:47,85 min |
| 07    | Jasmine Flury               | 1:48,27 min |
| 08    | Rahel Kopp                  | 1:48,35 min |
| 09    | Carole Bissig               | 1:48,48 min |
| 10    | Stephanie Jenal             | 1:48,75 min |

Datum: 9. April 2017

### Slalom
| Platz | Name                 | Zeit        |
| ----- | -------------------- | ----------- |
| 01    | Mélanie Meillard     | 1:24,65 min |
| 02    | Wendy Holdener       | 1:24,71 min |
| 03    | Camille Rast         | 1:24,94 min |
| 04    | Denise Feierabend    | 1:25,87 min |
| 05    | Carole Bissig        | 1:26,22 min |
| 06    | Rahel Kopp           | 1:26,96 min |
| 07    | Nicole Good          | 1:27,94 min |
| 08    | Bettina Schneeberger | 1:27,95 min |
| 09    | Nadja Vogel          | 1:27,97 min |
| 10    | Michelle Basler      | 1:28,14 min |

Datum: 8. April 2017

### Kombination
| Platz | Name                | Zeit        |
| ----- | ------------------- | ----------- |
| 01    | Wendy Holdener      | 1:55,62 min |
| 02    | Mélanie Meillard    | 1:55,85 min |
| 03    | Michelle Gisin      | 1:56,32 min |
| 04    | Sabrina Maier (AUT) | 1:56,62 min |
| 05    | Denise Feierabend   | 1:56,85 min |
| 06    | Corinne Suter       | 1:57,10 min |
| 07    | Carole Bissig       | 1:57,15 min |
| 08    | Simone Wild         | 1:57,87 min |
| 09    | Rahel Kopp          | 1:58,00 min |
| 10    | Priska Nufer        | 1:58,20 min |

Datum: 7. April 2017